# Красный Тенеш

Красный Тенеш — река в России, протекает в Кемеровской области. Устье реки находится в 5 км по правому берегу реки Чёрный Тенеш. Длина реки составляет 10 км. 

## Данные водного реестра
По данным государственного водного реестра России относится к Верхнеобскому бассейновому округу, водохозяйственный участок реки — Кондома, речной подбассейн реки — Томь. Речной бассейн реки — (Верхняя) Обь до впадения Иртыша.
По данным геоинформационной системы водохозяйственного районирования территории РФ, подготовленной Федеральным агентством водных ресурсов
- Код водного объекта в государственном водном реестре — 13010300112115200009790
- Код по гидрологической изученности (ГИ) — 115200979
- Код бассейна — 13.01.03.001
- Номер тома по ГИ — 15
- Выпуск по ГИ — 2